# Valeria Ciavatta

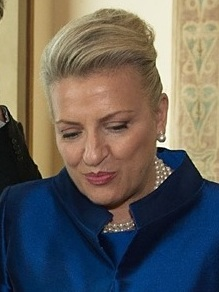
Valeria Ciavatta

Valeria Ciavatta (* 16. Januar 1959 in Borgo Maggiore) ist eine Politikerin aus San Marino. Sie war zwischen April 2014 und Oktober 2014 einer der beiden Capitani Reggenti (Staatsoberhäupter) von San Marino. Sie gehört der Alleanza Popolare dei Democratici Sammarinesi per la Repubblica an. Ihr Amtskollege in dieser Funktionsperiode ist Luca Beccari.

## Leben
Nach dem Besuch eines humanistischen Gymnasiums absolvierte Ciavatta ein Jurastudium an der Universität Urbino, das sie mit einer Arbeit zum Familienrecht abschloss. Sie arbeitete im Grundbuchamt (ufficio del registro e conservatoria), dessen stellvertretende Leiterin sie war.
Von 1978 bis 1990 gehörte sie der PDCS an. 1993 gehörte sie zu den Gründungsmitgliedern der Alleanza Popolare. Von 2001 bis 2003 und von 2012 bis 2013 war sie Fraktionsvorsitzende der AP im Consiglio Grande e Generale und wurde 2005 Parteipräsidentin.
Seit 1993 gehört sie dem Consiglio Grande e Generale an. Gemeinsam mit Giovanni Lonfernini war sie vom 1. Oktober 2003 bis zum 1. April 2004 Capitano Reggente. Von August 2006 bis November 2012 – mit einer Kurzen Unterbrechung von Juli bis Dezember 2008 – war sie Innenministerin. In der Legislaturperiode ab 2012 ist sie Vorsitzende des Justizausschusses und gehört dem Finanzausschuss an. Am 12. März 2014 wurde sie gemeinsam mit Luca Beccari zum Capitano Reggente für die Amtszeit vom 1. April 2014 bis 1. Oktober 2014 gewählt.

## Auszeichnungen
- Ciavatta wurde am 4. Juni 2014 mit dem Großkreuz mit Großer Ordenskette des Verdienstordens der Italienischen Republik ausgezeichnet.[16]